# Selección de fútbol de Australia
La selección de fútbol de Australia (en inglés: Australian national soccer team) es el equipo masculino representativo de ese país para la práctica de este deporte. La selección está dirigida por Football Australia, su asociación rectora, y se encuentra afiliada a la Confederación Asiática de Fútbol (AFC).
Conocidos como los socceroos (término que mezcla dos palabras en inglés, soccer y kangaroo, que en español sería algo como «los canguros del fútbol»), Australia ha logrado clasificarse para 6 copas mundiales: en 1974 y 2006, ambas realizadas en Alemania, 2010 en Sudáfrica, 2014 en Brasil, 2018 en Rusia y 2022 en Catar.
Durante muchos años, Australia lideró el fútbol de Oceanía al ser miembro de la Confederación de Fútbol de Oceanía (OFC) desde su fundación. En los torneos organizados por dicha confederación, Australia logró ganar en cuatro ocasiones la Copa de las Naciones de la OFC y consiguió impresionantes resultados al competir contra adversarios de muy bajo nivel, donde solo Nueva Zelanda aparecía como un rival con cierta importancia. Ejemplo de esto fue la abultada goleada al derrotar por 31-0 al combinado de Samoa Americana, el 11 de abril de 2001. Sin embargo, dichos resultados no se reflejaban en el fútbol mundial, donde Australia permanecía como un equipo de segundo nivel.
Australia es un país con una amplia cultura deportiva y el fútbol se ha mantenido en un lugar secundario frente a otros deportes como el rugby y el fútbol australiano. Muchos jugadores han preferido emigrar e integrarse en escuadras de países de origen familiar (preferentemente Inglaterra y Croacia) al ver que en su país natal no había posibilidades para desarrollarse profesionalmente. Por ello, Australia renunció a la OFC en 2006 y se integró ese mismo año a la Confederación Asiática de Fútbol (AFC), como forma de participar en torneos más competitivos que permitan su desarrollo deportivo. Además, la institución cambió su nombre de «Australian Soccer Association» a «Football Australia» para adoptar la terminología internacional y creó la A-League para revitalizar la competición interna entre clubes.
Desde su ingreso en la AFC, la selección se ha clasificado ininterrumpidamente para la Copa del Mundo, dos veces de manera directa, y ha participado sin falta en la Copa Asiática, donde ha superado sin dificultades las fases clasificatorias; marcó su debut en la edición de 2007. Tras finalizar como subcampeón en 2011, logró coronarse campeón como local en 2015. Es la primera selección del mundo que gana torneos continentales oficiales en dos confederaciones diferentes.

## Historia

### Paso por la confederación de Oceanía

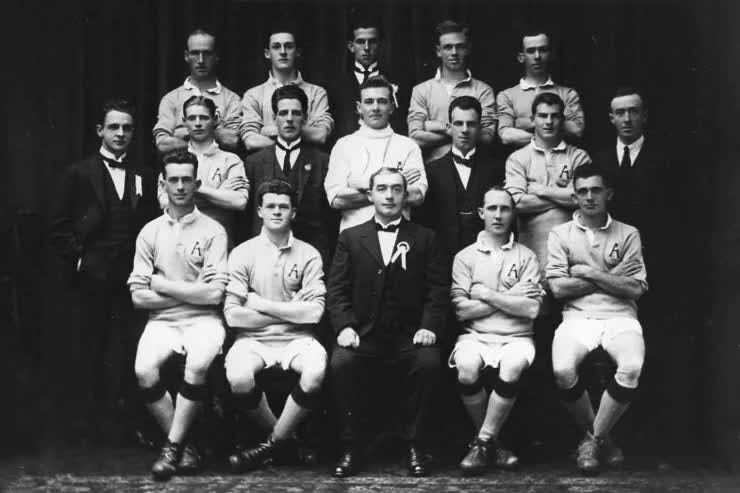
El primer equipo nacional de fútbol de Australia que realizó una gira por Nueva Zelanda. El equipo vestía camisetas azul claro (el color de Nueva Gales del Sur) con una «A» bordada en granate (el color representativo de Queensland).

La selección australiana se fundó en 1922. Organizó diversos partidos de exhibición con países como Nueva Zelanda, Sudáfrica, India y Canadá. El aislamiento de este país con respecto al mundo más avanzado futbolísticamente produjo un retraso en el desarrollo de este deporte, que se extendió por más de cincuenta años. Australia así comenzó a participar a nivel internacional en las clasificatorias para la Copa Mundial de Fútbol de 1966. Sin embargo, este torneo estuvo sumamente enfocado en los equipos europeos y sudamericanos, por lo que fueron otorgados pocos cupos a países de otros continentes. Así, Australia debió enfrentarse a Corea del Norte, un país prácticamente sin reconocimiento internacional, con el cual debió, además, enfrentarse en un país tan diferente como Camboya, elegido como sitio neutral. Finalmente, y a pesar de las presiones ejercidas por los oceánicos, Corea del Norte obtuvo la plaza para Inglaterra. 
Australia, único participante con reales posibilidades de los países del Pacífico, sufrió constantemente por un sistema clasificatorio que no era justo. Los socceroos debieron jugar repescas contra Israel (excluido en 1970 de su confederación por sus problemas con los países árabes), Taiwán (en 1978, debido al rechazo de China de la participación taiwanesa en las clasificatorias asiáticas) y nuevamente Israel (durante la Revolución iraní para el Mundial de 1982). Finalmente, para la Copa Mundial de Fútbol de 1986, Australia pudo medirse contra un equipo al menos más cercano, Nueva Zelanda, tiempo antes de que fuera fundada la confederación de Oceanía, la OFC. 

#### Copa Mundial de Fútbol de 1974
Durante todo este período de vaivenes, Australia pudo clasificarse para la Copa Mundial de Fútbol de 1974 realizada en Alemania Federal, donde tampoco su suerte varió notablemente: perdieron ante los locales y Alemania Democrática y obtuvieron un empate sin goles ante Chile.

### Años de ausencia en la Copa del Mundo (1978-1993)

Escudo de la selección.

La Copa Mundial de Fútbol de 1978 se realizó en Argentina y Australia participó en el proceso clasificatorio correspondiente. En la primera fase, que consistía en un triangular a doble vuelta contra Nueva Zelanda y China Taipéi, Australia finalizó primera en su grupo con tres victorias y un empate. En la segunda ronda, que era una liguilla contra las cinco selecciones ganadoras de la primera fase a doble partido, Australia finalizó cuarta con siete puntos: tres victorias, un empate y cuatro derrotas. Fracasó así su intento de clasificación.
Para la siguiente edición, Australia gozó de buena suerte, ya que quedó eliminada en la primera fase de la clasificación y terminó segunda en un grupo compuesto por Nueva Zelanda, Indonesia, China Taipéi y Fiyi en el que solo el primero accedía a la siguiente ronda. Australia finalizó segunda con diez puntos, producto de cuatro victorias, dos empates y dos derrotas (en esa época se entregaban dos puntos por victoria).
Para la Copa Mundial de Fútbol de 1986 en México, Australia participó en las clasificatorias de Oceanía; la OFC tenía 0,5 plazas para el Mundial. El formato consistía en una simple liguilla entre la propia Australia, Nueva Zelanda, Israel y China Taipéi en la que solo el primero jugaba una repesca contra un seleccionado de Europa, que en esta ocasión fue Escocia. Australia, con un registro de 4 victorias y 2 empates, finalizó invicta en la liguilla con una impresionante diferencia de goles de +18. En la repesca contra Escocia, Australia cayó derrotada 2-0 en el partido de ida en Glasgow, mientras que en el partido de vuelta, Australia se despidió de sus aspiraciones mundialistas al empatar sin goles como local, en la ciudad de Melbourne.
En las siguientes eliminatorias de Oceanía, la OFC contó nuevamente con 0,5 cupos. El formato consistía en unos partidos eliminatorios entre cuatro selecciones cuyos ganadores pasaban a la ronda final con el cabeza de serie, que era Israel. En la segunda ronda se jugaba un triangular a rueda completa y accedía a la repesca la selección que ocupe el primer puesto. Australia disputó la primera ronda contra Fiyi. En el partido de ida, en Nadi, Australia cayó derrotada 1-0, pero en el partido de vuelta, en la ciudad de Newcastle, Australia remontó la serie con un contundente 5-1 y dejó el marcador global en 5-2. En la segunda ronda, Australia derrotó en su primera partido a Nueva Zelanda por 4-1, pero luego Australia no pudo volver a ganar y obtuvo dos empates 1-1 contra Israel (invirtiendo las localías) y perdió por 2-0 ante Nueva Zelanda. Así, Australia no pudo acceder a la repesca, que ganó Israel.

### La maldición de las repescas (1994-2002)
En las clasificatorias del año 1994 se le redujeron las plazas a la OFC, quedando en 0,25. En este sistema clasificatorio, el ganador de la eliminatoria disputaba un repechaje contra el segundo de la eliminatoria de la CONCACAF, y el ganador de este repechaje jugaba contra el cuarto de la clasificatoria de la Conmebol. Por otro lado, el formato de competencia de Oceanía consistía en que las seis selecciones participantes se dividían en dos grupos de tres equipos cada uno, jugando a rueda completa y pasando solo el primero a la fase final, que consistía en una llave de partidos con ida y vuelta, accediendo solamente el ganador al repechaje intercontinental.
Australia integró grupo con las selecciones de Tahití y Islas Salomón. Australia ganó todos los partidos: ante Tahití (0-3 y 2-0) e Islas Salomón (1-2 y 6-1), accediendo a la final con Nueva Zelanda, ganadora del grupo B. Australia venció en Auckland por 0-1 y como local en Melbourne por 3-0, accediendo a los repechajes.
En el primer repechaje, Australia se enfrentó a Canadá. En el partido de ida, Canadá se impuso por 2-1, tras remontar un 0-1 adverso. Pero en el partido de vuelta, en Sídney, Australia ganó 2-1, con lo cual se jugó un tiempo suplementario, y al no haberse roto la igualdad, se accedió a la tanda de penales, en la cual Australia ganó por 4-1.
Al ser el ganador del primer repechaje, Australia se enfrentó a Argentina, una gran potencia del fútbol mundial, pero que había tenido una muy floja eliminatoria y terminó accediendo al repechaje por un resultado ajeno. En el partido de ida, Australia como local en Sídney empató 1-1. Ya en el partido de vuelta, Australia hizo un gran partido, pero cayó 1-0 en Buenos Aires, quedando eliminada nuevamente de la Copa del Mundo.
Para la Copa Mundial de Fútbol de 1998 en Francia, se modificó el sistema clasificatorio y se les aseguró un cupo a la OFC para un repechaje ante el cuarto clasificado de la AFC (en este caso, Irán). Australia fue el ganador de la eliminatoria de Oceanía, ganando todos los partidos y la final contra Nueva Zelanda con un global de 5-0. Accediendo así al repechaje.
Tras el empate 1-1 en Teherán y la victoria en el primer tiempo por 2-0 en Melbourne, Australia parecía estar cada vez más cerca de volver a una etapa final de la Copa Mundial. Sin embargo, los iraníes lograron dar vuelta el resultado dejando un 2-2 final que los clasificaba por mayor número de goles convertidos como visitante.
Para Corea del Sur y Japón 2002, Australia logró impresionantes goleadas en su proceso clasificatorio. Australia fue elegida como el país local de su grupo, el cual tenía cinco integrantes, el cual jugaban a una rueda simple y el ganador se enfrentaba contra el ganador del otro grupo, el cual se jugó de igual manera que el grupo A. Australia goleó en su debut por 22-0 a Tonga, y luego Australia estableció un récord mundial: la goleada más grande en partidos internacionales, goleando por 31-0 a Samoa Americana. Australia cerró su participación en el grupo derrotando a Fiyi por 2-0 y goleando por 11-0 a Samoa. Luego, Australia se enfrentó a Nueva Zelanda, Australia, al igual que las tres anteriores eliminatorias, eliminó a Nueva Zelanda, esta vez ganando 2-0 de visitante y goleando 4-1 de local. En el repechaje, Australia se enfrentó esta vez con el 5.º de la clasificatoria de Conmebol, Uruguay. Australia derrotó 1-0 en Melbourne con gol de Kevin Muscat, pero los uruguayos obtuvieron un rotundo 3-0 en el Estadio Centenario de Montevideo, dejando a los oceánicos otra vez fuera del Mundial. Australia así perdía por tercera vez consecutiva un repechaje.

#### Últimos años en la OFC (2000-2006)
Para la Copa Mundial de Fútbol de 2006, a realizar en Alemania, Australia nuevamente aplastó a los equipos de la OFC en el proceso de clasificatorias, y debió enfrentarse nuevamente a Uruguay por el paso a la fase final del torneo. Pero, a diferencia de lo sucedido cuatro años antes, el 1-0 en Montevideo y Sídney llevó a la tanda de tiros penales a ambos equipos, donde los socceroos obtuvieron la victoria por 4-2, clasificando finalmente para una Copa Mundial después de 32 años de ausencia.
Australia, condecoró la clasificación para la Copa del Mundo adjudicándose la Copa de las Naciones de la OFC 2004, clasificándose para la final primera en el hexagonal y venciendo en la final a Islas Salomón, por 1-5 de visitante y 6-0 de local.

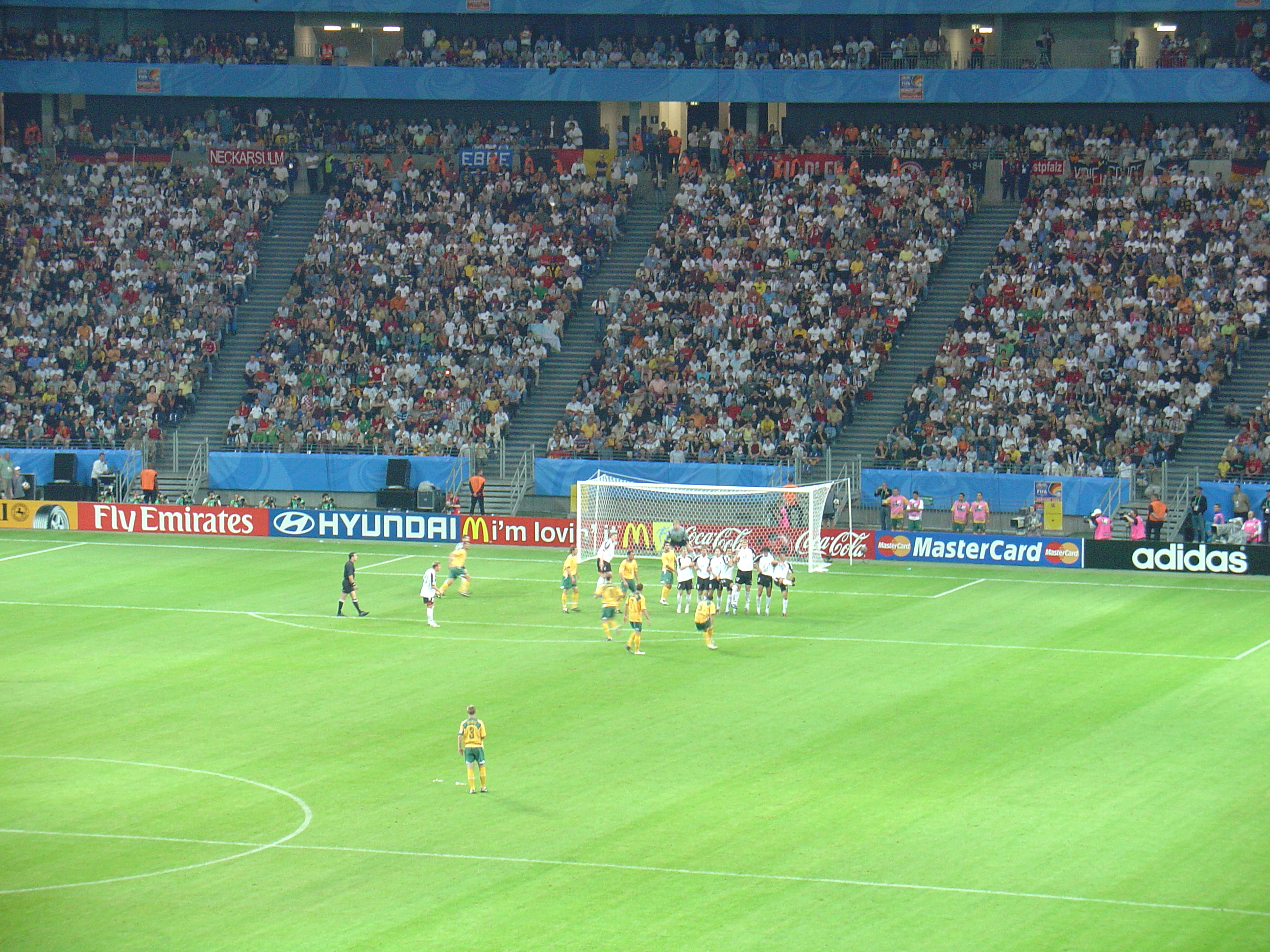
Partido entre Australia y Alemania durante la Copa FIFA Confederaciones 2005

Como campeón de la OFC, Australia clasificó para la Copa FIFA Confederaciones 2005. Australia integró el grupo A con Alemania, Argentina y Túnez. A pesar de que Australia no sumó ningún punto, puso en aprietos a dos selecciones potencias mundiales, como Alemania y Argentina.
En su primera presentación, Australia cayó derrotada por 4-3. Australia estuvo por debajo en marcador 1-0 y 2-1, pero logró empatar parcialmente el partido con goles de Josip Skoko y John Aloisi. Ya en el segundo tiempo, Alemania logró ponerse 4-2, pero con un gol en tiempo de descuento de John Aloisi, obligó a Alemania a defenderse en las últimas jugadas del partido. A pesar del gran partido, Australia cayó derrotada.
En el segundo partido, Australia se enfrentó a Argentina. Argentina dominó el primer tiempo, yéndose al descanso dos goles arriba. Cuando el partido estaba 0-3, Australia logró dos goles de la mano de John Aloisi, hombre goleador de la selección australiana, lo cual dejó el partido 2-3, a pesar de los grandes esfuerzos australianos por empatar, no fueron suficientes y sobre el final, Argentina se llevó el triunfo por 4-2. Este resultado eliminaba a Australia del torneo.
En su último partido, Australia, ya cansada por su esfuerzo en los dos anteriores partidos, perdió ante Túnez 2-0. Australia finalizaba el torneo con tres derrotas en tres partidos, con cinco goles a favor y diez en contra, y una diferencia de goles de –5.

#### Copa Mundial de Fútbol de 2006

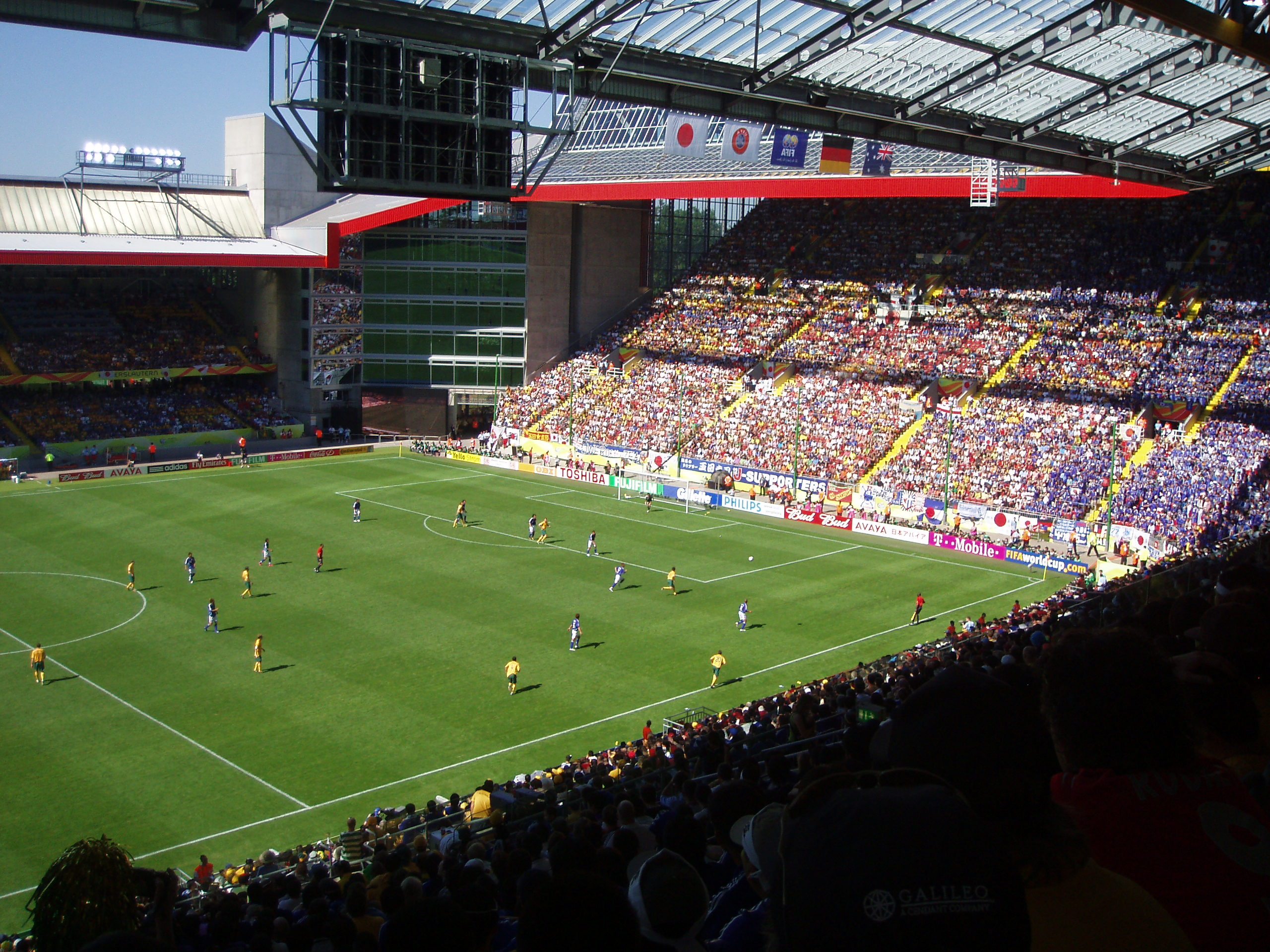
Imagen del partido entre Australia y Japón, con triunfo para Australia por 3-1

La participación de Australia en otra Copa Mundial tras una prolongada ausencia de 32 años se inició como parte del grupo F con una victoria por 3-1 ante Japón. A pesar de su buen desempeño, Australia fue derrotada por 2-0 ante Brasil, por lo que el 22 de junio de 2006 debió definir la clasificación ante Croacia. Australia necesitaba un empate y Harry Kewell en el minuto 79 anotó el 2-2 final que permitió a Australia clasificar para la segunda fase mundialista por primera vez en su historia. En Kaiserslautern, Australia se enfrentó a Italia, el 26 de junio de 2006. Los socceroos lograron dominar gran parte del partido, pero no consiguieron anotar. Cuando ya estaba todo dispuesto para iniciar la prórroga, un discutido penal del árbitro Luis Medina Cantalejo permitió a Francesco Totti anotar en el minuto 95 y eliminar a Australia con un marcador final de 0-1.

### Cambio a la Confederación Asiática
Durante mucho tiempo, las autoridades del fútbol australiano analizaron su futuro y la forma de sacarlo del agujero que parecía no tener salida. La principal conclusión que se obtuvo fue que la baja calidad de equipos en su confederación había impedido que Australia pudiera tener un ritmo regular de trabajo futbolístico de nivel internacional, como sí sucede en otras confederaciones. Eso explicaba que si bien Australia obtenía récords impresionantes en marcadores (los más abultados en la historia del fútbol, obtenidos en 2001 un 31-0 ante Samoa Americana y un 22-0 ante Tonga, más un 17-0 ante Islas Cook un año antes), no era de sorprender que Irán, Uruguay u otros equipos lo superaran en instancias decisivas. A pesar de que Australia había demostrado buena calidad futbolística, como por ejemplo en sus participaciones en la Copa FIFA Confederaciones, ésta no era la suficiente como para sustentar un proceso de desarrollo constante. Solamente Nueva Zelanda parecía ser un digno rival para Australia.
Otro factor importante es que la OFC no posee un cupo entero para la Copa Mundial de Fútbol, es decir, el equipo vencedor de las eliminatorias oceánicas debe disputar un repechaje con otra selección de otra confederación. En muchos casos esos equipos solían ser potencias sudamericanas (como Argentina o Uruguay), grandes selecciones asiáticas (Irán, Arabia Saudita) o inclusive equipos débiles de la AFC que, con un poco de suerte en los dos partidos definitorios, dejaban a Australia sin oportunidades de ingresar a la Copa Mundial de Fútbol.
Consciente de estas situaciones, la Federación Australiana de Fútbol solicitó formalmente su cambio de confederación, desde la OFC a la AFC. Australia pretendía de esta forma que su equipo tenga una competencia mucho más fuerte que la de Oceanía y que le permita mejorar su nivel deportivo. El 23 de marzo de 2005, el Comité Ejecutivo de la Confederación de Fútbol de Asia anunció su decisión unánime de invitar a Australia a formar parte de esta organización. El 17 de abril, el Comité Ejecutivo de la OFC aceptó la partida de Australia, lo que fue aprobado a su vez por la FIFA, el 30 de junio. Así, Australia pasó oficialmente a ser parte de la federación asiática, el 1 de enero de 2006 y su debut fue en febrero, durante el torneo clasificatorio para la Copa Asiática 2007.

### Primeros años como miembro de la AFC (2007-2010)
En la clasificación para la Copa Asiática 2007, Australia termina primero en su grupo con nueve puntos (3 victorias y una derrota), con lo cual logra la clasificación para dicho torneo, donde llega hasta los cuartos de final.
Australia participa en la Clasificación de AFC para la Copa Mundial de Fútbol de 2010, donde es cabeza de serie y clasifica directamente para la tercera ronda, que constaba en grupos de cuatro equipos y jugaban en una liguilla a doble partido y solo los dos primeros accedían a la siguiente instancia. En la tercera ronda, Australia integra el grupo 1, finaliza primero en su grupo con 10 puntos, la misma cantidad de puntos que Catar, pero con una mayor diferencia de gol, mientras que Irak y China quedaron eliminados en el tercer y cuarto lugar respectivamente.
En la última ronda participaban las 10 selecciones que pasaron la tercera ronda, estos se dividían en dos grupos de cinco equipos, donde los dos primeros accedían a Sudáfrica 2010, mientras que los dos terceros accedían a una quinta ronda. Australia, hizo un papel brillante desde el comienzo de la cuarta ronda, derrotando a todas las selecciones del grupo: Uzbekistán (0-1 en Taskent y 2-0 de local), Catar (4-0), Baréin (0-1 de visitante y 2-0 de local) y a Japón (2-1). Australia solo resignó puntos empatando con Japón y Catar, ambos partidos 0-0 de visitante. El 6 de junio de 2009, los socceroos completaron su primera campaña de clasificación para una Copa del Mundo en la AFC, logrando su tercera clasificación al empatar 0-0 con Catar.

#### Copa Mundial de Fútbol de 2010

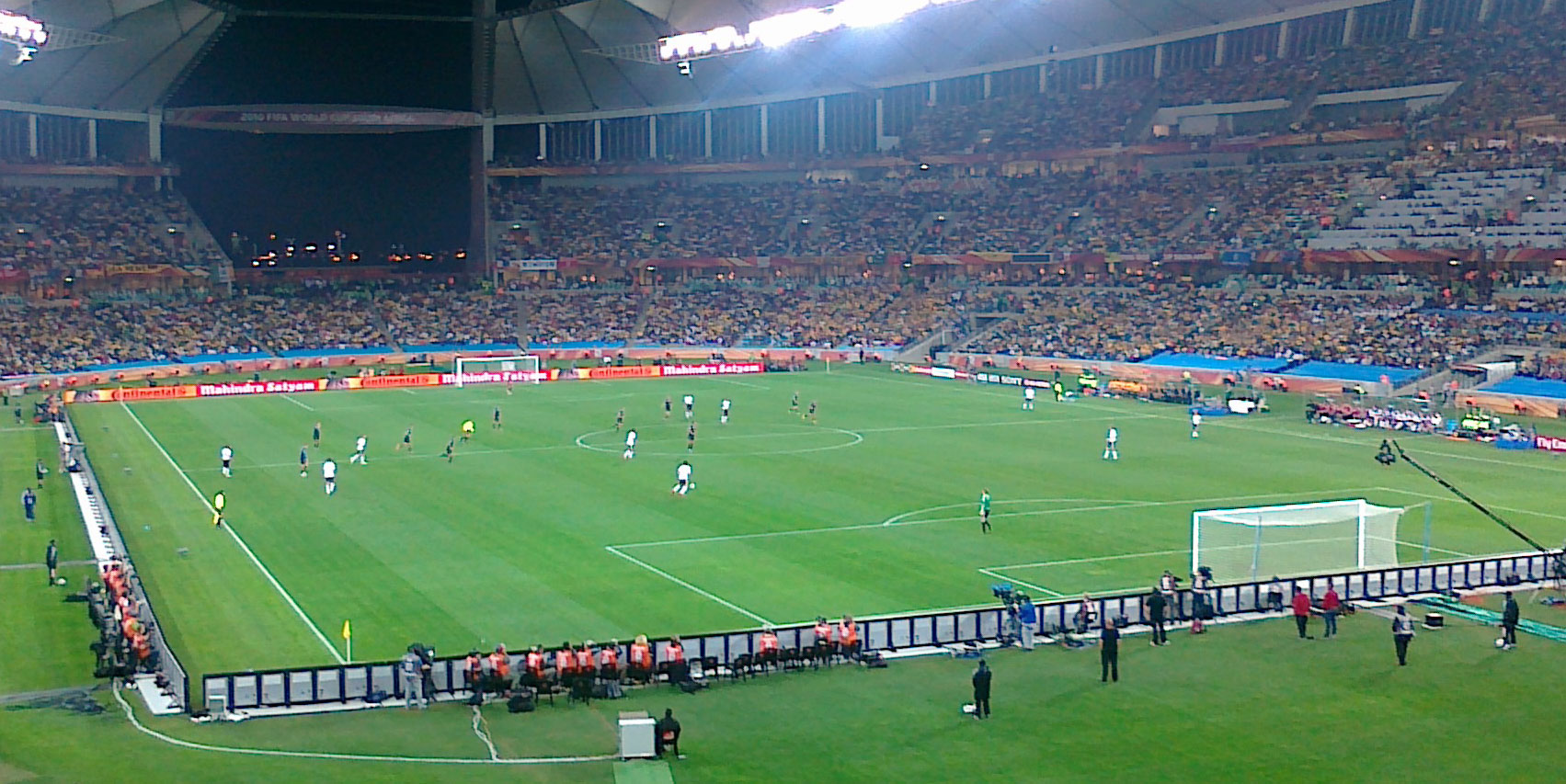
Imagen del partido entre Alemania y Australia con derrota australiana por 4-0

La participación de Australia en Sudáfrica 2010 significaba por entonces su tercera Copa Mundial, la segunda de forma consecutiva. Australia quedó en el grupo D, junto Alemania, Ghana, Serbia. En su debut, Australia cayó goleada por 4-0 ante Alemania, resultado que al final influyó en la clasificación. En su segundo partido, Australia empató 1-1 con Ghana, Brett Holman, en el minuto 11, anotó el gol del triunfo parcial de Australia, pero Asamoah Gyan empató de penal para los africanos. Así Australia sumaba su primer punto en el grupo. En el tercer partido, Australia venció a Serbia por 2-1. Después de un primer tiempo sin goles, Tim Cahill abrió el marcador a favor de Australia en el minuto 69, unos minutos después, Brett Holman amplió la ventaja para Australia en el minuto 73, pero Marko Pantelić descontó en el minuto 84, pero esto no impidió el triunfo australiano. Sin embargo, Australia finalizó con cuatro puntos, quedando con menor diferencia de gol que Ghana, quedando tercera en el grupo y eliminada en primera fase. En la tabla general, Australia ocupó el puesto 21.º.

### Segunda y tercera década delsigloXXI
Tras la Copa del Mundo y algunos amistosos, Australia disputa la Copa Asiática 2011 en Catar, tras superar el proceso de clasificación. En este torneo, Australia integra el grupo C, junto con India, Corea del Sur, Baréin. En su primera presentación en la ciudad de Doha, Australia golea a la India 4-0, a esto le sigue un empate a Corea del Sur 1-1 y un triunfo ante Baréin por 1-0. Ya en cuartos de final, Australia se lleva la victoria ante el vigente campeón, Irak, eliminándolo y accediendo a las semifinales, en dicha instancia, Australia golea 6-0 a Uzbekistán, pasando a la final. En la final, después de un intenso partido, Japón derrota a Australia 1-0 en el tiempo añadido, quedándose Australia a las puertas de lograr el campeonato regional.
Australia participa por segunda vez de la Clasificación de AFC para la Copa Mundial de Fútbol de 2014, en donde es cabeza de serie y pasa a la tercera fase automáticamente, al igual que en la anterior eliminatoria, siendo también el proceso de clasificación el mismo que la anterior clasificatoria. Australia en la tercera ronda finaliza primera con 15 puntos, producto de cinco victorias y una derrota. En la última fase, Australia debuta con un 0-0 ante Omán, al que le sigue otro empate ante Japón de local. Luego Australia cae en su visita a Jordania por 2-1. Australia logra su primer triunfo en la siguiente fecha contra Irak de visitante 1-2. Sin embargo, Australia comenzó a complicarse cuando empató 2-2 de local ante Omán y juntando el triunfo de Jordania sobre Japón, Australia quedaba tercera en el grupo. En la siguiente fecha, Australia se llevó un empate 1-1 ante Japón, que clasificó para el Mundial con ese resultado. Australia encaraba las dos últimas fechas como local, primero con una goleada ante Jordania por 4-0 y después, el 18 de junio de 2013, Australia clasificó para su tercer Mundial en forma consecutiva, derrotando 1-0 a Irak en Sídney y asegurándose el segundo puesto del grupo y un puesto en Brasil 2014.
Australia participó en la Copa Mundial de Fútbol Brasil 2014, donde integró grupo con España, los Países Bajos y Chile, y la Copa Asiática 2015, en la que fue local. Por ende, no jugó ningún tipo de proceso clasificatorio.

#### Copa Mundial de Fútbol de 2014
En el Mundial de Brasil 2014, Australia cayó en sus 3 compromisos de la fase de grupos, quedando en el lugar 30 entre 32 selecciones que participaron en el evento, quedando solo por encima de Camerún y Honduras. Sus duelos fueron ante Chile, donde cayeron 3-1, ante los Países Bajos, que perdieron 3-2, y se despidieron cayendo 3-0 ante la vigente campeona, la selección de España.

#### Copa Asiática 2015
Los socceroos fueron designados como sede de la Copa Asiática 2015, luego de una reunión del Comité Ejecutivo de la AFC realizado en Doha, Catar. El anuncio fue hecho por Mohamed Bin Hammam, el entonces presidente de la Confederación Asiática de Fútbol, el 5 de enero de 2011. Australia, al ser anfitrión, no tuvo que jugar el clasificatorio AFC y quedó como cabeza de serie en el bombo 1.
El día del sorteo, la selección de Australia quedó encuadrada en el grupo A con Corea del Sur, Omán y Kuwait. El primer partido lo jugó la selección el 9 de enero en el Estadio rectangular de Melbourne contra la selección de Kuwait, lograron una victoria 4-1 a favor de los socceroos con goles de Cahill, Luongo, un penal del capitán Mile Jedinak y James Troisi, logrando los primeros 3 puntos del grupo.
En el segundo encuentro, Australia se enfrentó contra la selección de Omán en Sídney con aplastante victoria 4-0 a favor de los socceroos, con goles de Matt Mckay abriendo el marcador en el minuto 27 para los australianos, en el minuto 3 otro tanto de Robbie Kruse, en el minuto 30 del primer tiempo y, para finalizar el primer tiempo, otro tanto de Mark Milligan en el suplementario para ir al descanso. Luego, a la mitad del segundo tiempo, en el minuto 70, Tomi Juric anotó el último tanto para los australianos, lo que hacia que rozaran los cuartos de final de la competición regional.
El último partido para definir al primero del grupo A se jugó en Brisbane que fue contra los surcoreanos, que terminó en victoria a favor de los últimos por una mínima de 0-1, con gol de Lee Jeong-Hyeop en el minuto 32 del primer tiempo, lo que dejaba a la selección australiana segunda del grupo, pero con clasificación asegurada para los cuartos de final.
En el partido de los cuartos de final de la copa de Asia, los socceroos se enfrentaron contra China, que terminó en victoria para los oceánicos 2-0 gracias al doblete de Tim Cahill en el minuto 49 del segundo tiempo y en el 65, lo que hacia que Australia pasara a las semifinales, donde Australia jugó contra los Emiratos Árabes Unidos en Newcastle, que terminó a favor de los socceroos 2-0 con goles de Trent Sainsbury al inicio del partido, en el minuto 3 despejó el balón al arco de los árabes para abrir el marcador, luego a los 14 otro tanto de la mano de Jason Davidson para terminar así el resto del partido y clasificar por segunda vez en la historia a la selección de Australia para la final del torneo asiático.
El día de la gran final habían llegado al Estadio Olímpico de Sídney 76 385 espectadores, y el conjunto oceánico se volvió a ver las caras con los surcoreanos que venían de eliminar a los iraquíes en la otra semifinal. El partido fue arbitrado por el iraní Alireza Faghani, todo el inicio del partido estuvo emparejado para ambas selecciones hasta casi concluir la primera mitad, donde apareció Massimo Luongo para abrir el marcador en el minuto 45 y finalizar el primer tiempo con ventaja al descanso. El segundo tiempo estuvo dominado por los oceánicos, dándose todo para que Australia consiguiera su primer título fuera de Oceanía hasta el minuto 91, cuando Son Heung-Min anotó para igualar el marcador 1-1 y así forzar la prórroga. En el primer tiempo suplementario, en el minuto 105, anotó James Troisi por el descuido del portero Jung Sung-Ryong, anotando el gol que le daría la victoria a la selección australiana 2-1 sobre el conjunto surcoreano, coronándose campeón del torneo por primera vez en su historia. Al mismo tiempo, convertirse en la primera selección del mundo que logró títulos continentales oficiales en dos diferentes confederaciones, ganando el derecho como campeón de Asia a asistir a la Copa Confederaciones 2017.

#### Copa Confederaciones 2017
Australia, como campeón de la AFC, asistió por cuarta vez a la Copa FIFA Confederaciones. Quedó encuadrada en el grupo B, junto con la campeona del mundo, Alemania, el campeón sudamericano, Chile, y el campeón de África, Camerún. En su primer partido, perdió 3-2 con Alemania después logró empatar 1-1 con Camerún y cerro su participación nuevamente empatando 1-1 con Chile. Australia terminó el torneo obteniendo 2 puntos de diferencia con lo cual no le alcanzó para pasar a las semifinales del torneo.

#### Copa del Mundo 2018
En el Mundial de Rusia 2018, Australia quedó encuadrada en el grupo C, el 16 de junio debutaron perdiendo ante Francia 2-1, luego empató 1 a 1 con Dinamarca y finalmente perdió ante Perú por 2 a 0.
Los únicos dos goles de Australia en ese torneo los marcó Jedinak (ambos en los penaltis). Los socceroos fueron los únicos de su conederación, la AFC, que no ganaron un partido en todo el torneo.

#### Copa Asiática 2019
En la Copa Asiática 2019 celebrada en los Emiratos Árabes Unidos, Australia quedó encuadrada en el grupo B con Jordania, Siria y Palestina. 
En su primer partido con Jordania, perdieron 0-1. Luego, le ganarían 3-0 a Palestina —con goles de Maclaren (min. 18), Mabil (min. 41) y Giannou (min. 90)—, y finalmente venció a Siria 3-2, pasando segundo en el grupo. En octavos de final, se enfrentó a la selección de Uzbekistán. El partido terminó empatado 0-0, y en los penaltis Australia se impuso 4-2. El 25 de enero, en los cuartos de final, el equipo australiano perdió ante los anfitriones, los Emiratos Árabes Unidos, por 1-0. El australiano que más goles marcó fue Awer Mabil (2).

#### Copa del Mundo 2022

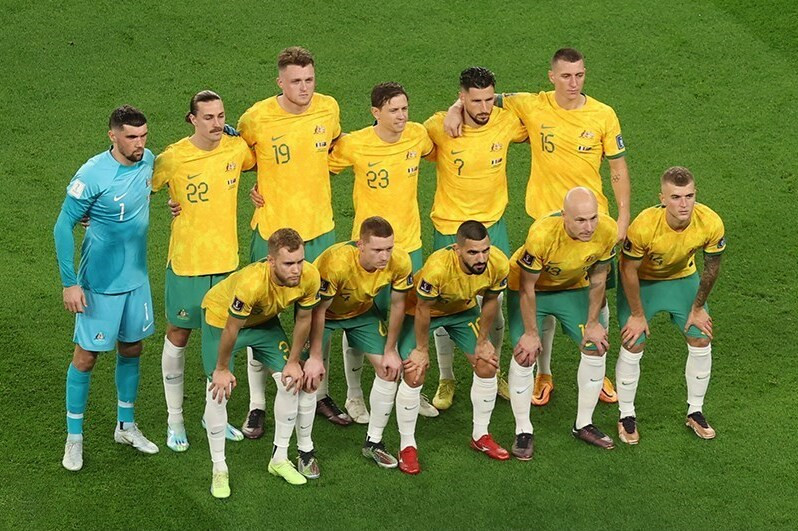
Alineación titular de Australia en su partido contra Francia, finalizando con una derrota por 4-1.

En el Mundial de Catar 2022, Australia quedó encuadrada en el grupo D, junto con Francia, Túnez y Dinamarca.
En su primer partido con Francia, Australia perdió por una goleada de 4-1, a pesar de que Craig Goodwin puso en ventaja a los socceroos en los 9 minutos del partido. No obstante, en el segundo partido ante Túnez, logró una victoria por la mínima gracias a un cabezazo de Mitchell Duke a los 23 minutos, siendo esta su primera victoria en Copas Mundiales tras 12 años, siendo la última ante Serbia en Sudáfrica 2010. 
En la última fecha se enfrentó a la selección de Dinamarca. A los 59 minutos hicieron un contraataque que terminó en gol de Mattew Leckie, el partido finalizó con una victoria de 1-0, clasificándose por segunda vez a los octavos de final, además de ser la primera vez en clasificar a una segunda fase como miembro de la AFC. 
Finalmente en los octavos de final se enfrentó ante Argentina, siendo eliminada en esa instancia por 2-1, el descuento fue por un autogol de Enzo Fernández tras un tiro de Craig Goodwin a los 77 minutos; no obstante, el equipo australiano nuevamente quedó entre los 16 mejores de la cita mundialista, logrando la mejor participación de su historia al finalizar en el décimo puesto del torneo.

#### Copa Asiática 2023
En la Copa Asiática 2023 celebrada en Catar, Australia quedó encuadrada en el grupo B con India, Uzbekistán y Siria. 
En su primer partido con India, obtuvieron una victoria por 2-0. Luego derrotarían a Siria por la mínima, finalmente ya clasificados a la siguiente ronda empataron con Uzbekistán por 1-1, siendo primeros de su grupo. En octavos de final, se enfrentó a Indonesia, derrotándolos por una goleada de 4-0, en los cuartos de final, los australianos se enfrentaron a Corea del Sur, donde pese a ir ganando por 1-0 desde el minuto 42, los surcoreanos lograron empatar el partido en el último minuto de descuento del segundo tiempo desde el punto penal, ya en la prórroga los socceroos fueron derrotados por 1-2, quedando nuevamente eliminados en la instancia de cuartos de final. 

## Últimos partidos y próximos encuentros
Actualizado al último partido jugado el 10 de junio de 2025
| Fecha      | Ciudad    | Local          | Resultado | Visitante      | Competición                     |
| ---------- | --------- | -------------- | --------- | -------------- | ------------------------------- |
| 26-03-2024 | Canberra  | Australia      | 5:0       | Líbano         | Clasificación Copa Mundial 2026 |
| 06-06-2024 | Dhaka     | Bangladés      | 0:2       | Australia      | Clasificación Copa Mundial 2026 |
| 11-06-2024 | Perth     | Australia      | 5:0       | Palestina      | Clasificación Copa Mundial 2026 |
| 05-09-2024 | Robina    | Australia      | 0:1       | Baréin         | Clasificación Copa Mundial 2026 |
| 10-09-2024 | Yakarta   | Indonesia      | 0:0       | Australia      | Clasificación Copa Mundial 2026 |
| 10-10-2024 | Adelaida  | Australia      | 3:1       | China          | Clasificación Copa Mundial 2026 |
| 15-10-2024 | Saitama   | Japón          | 1:1       | Australia      | Clasificación Copa Mundial 2026 |
| 14-11-2024 | Melbourne | Australia      | 0:0       | Arabia Saudita | Clasificación Copa Mundial 2026 |
| 19-11-2024 | Riffa     | Baréin         | 2:2       | Australia      | Clasificación Copa Mundial 2026 |
| 20-03-2025 | Sídney    | Australia      | 5:1       | Indonesia      | Clasificación Copa Mundial 2026 |
| 25-03-2025 | Hangzhou  | China          | 0:2       | Australia      | Clasificación Copa Mundial 2026 |
| 05-06-2025 | Perth     | Australia      | 1:0       | Japón          | Clasificación Copa Mundial 2026 |
| 10-06-2025 | Yeda      | Arabia Saudita | 1:2       | Australia      | Clasificación Copa Mundial 2026 |
| 05-09-2025 | Canberra  | Australia      | -:-       | Nueva Zelanda  | Partido amistoso                |
| 09-09-2025 | Auckland  | Nueva Zelanda  | -:-       | Australia      | Partido amistoso                |
| 10-10-2025 | Montreal  | Canadá         | -:-       | Australia      | Partido amistoso                |
| 14-10-2025 | Denver    | Estados Unidos | -:-       | Australia      | Partido amistoso                |

## Estadísticas

### Copa Mundial de Fútbol
| Copa Mundial de Fútbol | Copa Mundial de Fútbol | Copa Mundial de Fútbol | Copa Mundial de Fútbol | Copa Mundial de Fútbol | Copa Mundial de Fútbol | Copa Mundial de Fútbol | Copa Mundial de Fútbol | Copa Mundial de Fútbol | Copa Mundial de Fútbol |
| Año                    | Ronda                  | Posición               | J                      | G                      | E                      | P                      | GF                     | GC                     | DG                     |
| ---------------------- | ---------------------- | ---------------------- | ---------------------- | ---------------------- | ---------------------- | ---------------------- | ---------------------- | ---------------------- | ---------------------- |
| 1930                   | No participó           | No participó           | No participó           | No participó           | No participó           | No participó           | No participó           | No participó           | No participó           |
| 1934                   | No participó           | No participó           | No participó           | No participó           | No participó           | No participó           | No participó           | No participó           | No participó           |
| 1938                   | No participó           | No participó           | No participó           | No participó           | No participó           | No participó           | No participó           | No participó           | No participó           |
| 1950                   | No participó           | No participó           | No participó           | No participó           | No participó           | No participó           | No participó           | No participó           | No participó           |
| 1954                   | No participó           | No participó           | No participó           | No participó           | No participó           | No participó           | No participó           | No participó           | No participó           |
| 1958                   | No participó           | No participó           | No participó           | No participó           | No participó           | No participó           | No participó           | No participó           | No participó           |
| 1962                   | No participó           | No participó           | No participó           | No participó           | No participó           | No participó           | No participó           | No participó           | No participó           |
| 1966                   | No clasificó           | No clasificó           | No clasificó           | No clasificó           | No clasificó           | No clasificó           | No clasificó           | No clasificó           | No clasificó           |
| 1970                   | No clasificó           | No clasificó           | No clasificó           | No clasificó           | No clasificó           | No clasificó           | No clasificó           | No clasificó           | No clasificó           |
| 1974                   | Fase de grupos         | 14.º                   | 3                      | 0                      | 1                      | 2                      | 0                      | 5                      | -5                     |
| 1978                   | No clasificó           | No clasificó           | No clasificó           | No clasificó           | No clasificó           | No clasificó           | No clasificó           | No clasificó           | No clasificó           |
| 1982                   | No clasificó           | No clasificó           | No clasificó           | No clasificó           | No clasificó           | No clasificó           | No clasificó           | No clasificó           | No clasificó           |
| 1986                   | No clasificó           | No clasificó           | No clasificó           | No clasificó           | No clasificó           | No clasificó           | No clasificó           | No clasificó           | No clasificó           |
| 1990                   | No clasificó           | No clasificó           | No clasificó           | No clasificó           | No clasificó           | No clasificó           | No clasificó           | No clasificó           | No clasificó           |
| 1994                   | No clasificó           | No clasificó           | No clasificó           | No clasificó           | No clasificó           | No clasificó           | No clasificó           | No clasificó           | No clasificó           |
| 1998                   | No clasificó           | No clasificó           | No clasificó           | No clasificó           | No clasificó           | No clasificó           | No clasificó           | No clasificó           | No clasificó           |
| 2002                   | No clasificó           | No clasificó           | No clasificó           | No clasificó           | No clasificó           | No clasificó           | No clasificó           | No clasificó           | No clasificó           |
| 2006                   | Octavos de final       | 16.º                   | 4                      | 1                      | 1                      | 2                      | 5                      | 6                      | -1                     |
| 2010                   | Fase de grupos         | 21.º                   | 3                      | 1                      | 1                      | 1                      | 3                      | 6                      | -3                     |
| 2014                   | Fase de grupos         | 30.º                   | 3                      | 0                      | 0                      | 3                      | 3                      | 9                      | -6                     |
| 2018                   | Fase de grupos         | 28.º                   | 3                      | 0                      | 1                      | 2                      | 2                      | 5                      | -3                     |
| 2022                   | Octavos de final       | 10.º                   | 4                      | 2                      | 0                      | 2                      | 4                      | 6                      | -2                     |
| 2026                   | Clasificado            | Clasificado            | Clasificado            | Clasificado            | Clasificado            | Clasificado            | Clasificado            | Clasificado            | Clasificado            |
| 2030                   | Por disputarse         | Por disputarse         | Por disputarse         | Por disputarse         | Por disputarse         | Por disputarse         | Por disputarse         | Por disputarse         | Por disputarse         |
| 2034                   | Por disputarse         | Por disputarse         | Por disputarse         | Por disputarse         | Por disputarse         | Por disputarse         | Por disputarse         | Por disputarse         | Por disputarse         |
| Total                  | 7/23                   | 41.º                   | 20                     | 4                      | 4                      | 12                     | 17                     | 37                     | -20                    |

### Copa FIFA Confederaciones
| Copa FIFA Confederaciones | Copa FIFA Confederaciones | Copa FIFA Confederaciones | Copa FIFA Confederaciones | Copa FIFA Confederaciones | Copa FIFA Confederaciones | Copa FIFA Confederaciones | Copa FIFA Confederaciones | Copa FIFA Confederaciones | Copa FIFA Confederaciones |
| Año                       | Ronda                     | Posición                  | J                         | G                         | E                         | P                         | GF                        | GC                        | DG                        |
| ------------------------- | ------------------------- | ------------------------- | ------------------------- | ------------------------- | ------------------------- | ------------------------- | ------------------------- | ------------------------- | ------------------------- |
| 1992                      | No participó              | No participó              | No participó              | No participó              | No participó              | No participó              | No participó              | No participó              | No participó              |
| 1995                      | No participó              | No participó              | No participó              | No participó              | No participó              | No participó              | No participó              | No participó              | No participó              |
| 1997                      | Subcampeón                | 2.º                       | 5                         | 2                         | 1                         | 2                         | 4                         | 8                         | -4                        |
| 1999                      | No clasificó              | No clasificó              | No clasificó              | No clasificó              | No clasificó              | No clasificó              | No clasificó              | No clasificó              | No clasificó              |
| 2001                      | Tercer lugar              | 3.º                       | 5                         | 3                         | 0                         | 2                         | 4                         | 2                         | +2                        |
| 2003                      | No clasificó              | No clasificó              | No clasificó              | No clasificó              | No clasificó              | No clasificó              | No clasificó              | No clasificó              | No clasificó              |
| 2005                      | Fase de grupos            | 8.º                       | 3                         | 0                         | 0                         | 3                         | 5                         | 10                        | -5                        |
| 2009                      | No clasificó              | No clasificó              | No clasificó              | No clasificó              | No clasificó              | No clasificó              | No clasificó              | No clasificó              | No clasificó              |
| 2013                      | No clasificó              | No clasificó              | No clasificó              | No clasificó              | No clasificó              | No clasificó              | No clasificó              | No clasificó              | No clasificó              |
| 2017                      | Fase de grupos            | 6.º                       | 3                         | 0                         | 2                         | 1                         | 4                         | 5                         | -1                        |
| Total                     | 4/10                      | 8.º                       | 16                        | 5                         | 3                         | 8                         | 17                        | 25                        | -8                        |

### Copa de las Naciones de la OFC
- Australia dejó la OFC a finales de 2005.

| Copa de las Naciones de la OFC | Copa de las Naciones de la OFC | Copa de las Naciones de la OFC | Copa de las Naciones de la OFC | Copa de las Naciones de la OFC | Copa de las Naciones de la OFC | Copa de las Naciones de la OFC | Copa de las Naciones de la OFC | Copa de las Naciones de la OFC | Copa de las Naciones de la OFC |
| Año                            | Ronda                          | Posición                       | J                              | G                              | E                              | P                              | GF                             | GC                             | DG                             |
| ------------------------------ | ------------------------------ | ------------------------------ | ------------------------------ | ------------------------------ | ------------------------------ | ------------------------------ | ------------------------------ | ------------------------------ | ------------------------------ |
| 1973                           | No participó                   | No participó                   | No participó                   | No participó                   | No participó                   | No participó                   | No participó                   | No participó                   | No participó                   |
| 1980                           | Campeón                        | 1.º                            | 4                              | 4                              | 0                              | 0                              | 24                             | 2                              | +22                            |
| 1996                           | Campeón                        | 1.º                            | 4                              | 3                              | 1                              | 0                              | 14                             | 0                              | +14                            |
| 1998                           | Subcampeón                     | 2.º                            | 4                              | 3                              | 0                              | 1                              | 11                             | 1                              | +10                            |
| 2000                           | Campeón                        | 1.º                            | 4                              | 4                              | 0                              | 0                              | 26                             | 0                              | +26                            |
| 2002                           | Subcampeón                     | 2.º                            | 5                              | 4                              | 0                              | 1                              | 23                             | 2                              | +21                            |
| 2004                           | Campeón                        | 1.º                            | 7                              | 6                              | 1                              | 0                              | 32                             | 4                              | +28                            |
| Total                          | 6/7                            | 2.º                            | 28                             | 24                             | 2                              | 2                              | 130                            | 9                              | +121                           |

### Copa Asiática
- Australia comenzó a jugar en la AFC desde 2006.

| Copa Asiática | Copa Asiática    | Copa Asiática | Copa Asiática | Copa Asiática | Copa Asiática | Copa Asiática | Copa Asiática | Copa Asiática | Copa Asiática |
| Año           | Ronda            | Posición      | J             | G             | E             | P             | GF            | GC            | DG            |
| ------------- | ---------------- | ------------- | ------------- | ------------- | ------------- | ------------- | ------------- | ------------- | ------------- |
| 2007          | Cuartos de final | 7.º           | 4             | 1             | 2             | 1             | 7             | 5             | +2            |
| 2011          | Subcampeón       | 2.º           | 6             | 4             | 1             | 1             | 13            | 2             | +11           |
| 2015          | Campeón          | 1.º           | 6             | 5             | 0             | 1             | 14            | 3             | +11           |
| 2019          | Cuartos de final | 7.º           | 5             | 2             | 1             | 2             | 6             | 4             | +2            |
| 2023          | Cuartos de final | 5.º           | 5             | 3             | 1             | 1             | 9             | 4             | +5            |
| 2027          | Clasificado      | Clasificado   | Clasificado   | Clasificado   | Clasificado   | Clasificado   | Clasificado   | Clasificado   | Clasificado   |
| Total         | 6/6              | 11.º          | 26            | 15            | 5             | 6             | 49            | 18            | +31           |

### Copa Desafío AFC/OFC
| Copa Desafío AFC/OFC | Copa Desafío AFC/OFC | Copa Desafío AFC/OFC | Copa Desafío AFC/OFC | Copa Desafío AFC/OFC | Copa Desafío AFC/OFC | Copa Desafío AFC/OFC | Copa Desafío AFC/OFC |
| Año                  | Ronda                | J                    | G                    | E                    | P                    | GF                   | GC                   |
| -------------------- | -------------------- | -------------------- | -------------------- | -------------------- | -------------------- | -------------------- | -------------------- |
| 2001                 | Subcampeón           | 1                    | 0                    | 0                    | 1                    | 0                    | 3                    |
| 2003                 | No clasificó         | No clasificó         | No clasificó         | No clasificó         | No clasificó         | No clasificó         | No clasificó         |
| Total                | 1/2                  | 1                    | 0                    | 0                    | 1                    | 0                    | 3                    |

### Finales disputadas
La presente lista incluye solo partidos finales jugados por torneos mundiales, intercontinentales, y continentales oficiales a nivel de Selecciones absolutas.
| Año  | Torneo                     | Resultado                                                    |
| ---- | -------------------------- | ------------------------------------------------------------ |
| 1980 | Copa de Naciones de la OFC | Tahití 2 - 4 Australia                                       |
| 1996 | Copa de Naciones de la OFC | Tahití 0 - 6 Australia; Australia 5 - 0 Tahití               |
| 1997 | Confederaciones            | Brasil 6 - 0 Australia                                       |
| 1998 | Copa de Naciones de la OFC | Nueva Zelanda 1 - 0 Australia                                |
| 2000 | Copa de Naciones de la OFC | Australia 2 - 0 Nueva Zelanda                                |
| 2002 | Copa de Naciones de la OFC | Australia 0 - 1 Nueva Zelanda                                |
| 2004 | Copa de Naciones de la OFC | Islas Salomón 1 - 5 Australia; Australia 6 - 0 Islas Salomón |
| 2011 | Copa Asiática              | Australia 0 - 1 Japón                                        |
| 2015 | Copa Asiática              | Australia 2 - 1 Corea del Sur                                |

- Australia jugó 9 finales; ganó 5 y perdió 4: (5-4)

## Jugadores

### Última convocatoria
Actualizado al 26 de marzo de 2025
Los siguientes 25 jugadores fueron convocados para las eliminatorias asiáticas para la Copa Mundial de 2026 contra Indonesia y China.
| No. | Pos. | Jugador            | Fecha de nacimiento (edad)         | Apa. | Goles | Club                     |
| --- | ---- | ------------------ | ---------------------------------- | ---- | ----- | ------------------------ |
| 1   | POR  | Mathew Ryan        | 8 de abril de 1992 (33 años)       | 98   | 0     | Lens                     |
| 12  | POR  | Paul Izzo          | 6 de enero de 1995 (30 años)       | 0    | 0     | Randers                  |
| 18  | POR  | Tom Glover         | 24 de diciembre de 1997 (27 años)  | 0    | 0     | Middlesbrough            |
|     |      |                    |                                    |      |       |                          |
| 2   | DEF  | Miloš Degenek      | 28 de abril de 1994 (31 años)      | 46   | 1     | TSC                      |
| 3   | DEF  | Lewis Miller       | 24 de agosto de 2000 (24 años)     | 12   | 2     | Hibernian                |
| 4   | DEF  | Kye Rowles         | 24 de junio de 1998 (27 años)      | 25   | 1     | DC United                |
| 8   | DEF  | Jason Geria        | 10 de mayo de 1993 (32 años)       | 7    | 0     | Albirex Niigata          |
| 9   | DEF  | Kai Trewin         | 18 de mayo de 2001 (24 años)       | 0    | 0     | Melbourne City           |
| 14  | DEF  | Jason Davidson     | 29 de junio de 1991 (34 años)      | 23   | 1     | Panserraikos             |
| 16  | DEF  | Aziz Behich        | 16 de diciembre de 1990 (34 años)  | 79   | 2     | Melbourne City           |
| 19  | DEF  | Fran Karačić       | 12 de mayo de 1996 (29 años)       | 15   | 1     | Lokomotiva               |
| 20  | DEF  | Alex Grant         | 23 de enero de 1994 (31 años)      | 0    | 0     | Sydney FC                |
| 21  | DEF  | Cameron Burgess    | 21 de octubre de 1995 (29 años)    | 15   | 0     | Ipswich Town             |
|     |      |                    |                                    |      |       |                          |
| 5   | MED  | Anthony Caceres    | 29 de septiembre de 1992 (32 años) | 3    | 0     | Sydney FC                |
| 13  | MED  | Aiden O'Neill      | 4 de julio de 1998 (27 años)       | 19   | 0     | Standard de Lieja        |
| 17  | MED  | Ryan Teague        | 24 de enero de 2002 (23 años)      | 1    | 0     | Melbourne Victory        |
| 22  | MED  | Jackson Irvine     | 7 de marzo de 1993 (32 años)       | 78   | 14    | St. Pauli                |
|     | MED  | Nectarios Triantis | 11 de mayo de 2003 (22 años)       | 0    | 0     | Hibernian                |
|     |      |                    |                                    |      |       |                          |
| 6   | DEL  | Martin Boyle       | 25 de abril de 1993 (32 años)      | 32   | 10    | Hibernian                |
| 7   | DEL  | Nishan Velupillay  | 7 de mayo de 2001 (24 años)        | 5    | 3     | Melbourne Victory        |
| 10  | DEL  | Daniel Arzani      | 4 de enero de 1999 (26 años)       | 9    | 1     | Melbourne Victory        |
| 11  | DEL  | Brandon Borrello   | 25 de julio de 1995 (29 años)      | 15   | 2     | Western Sydney Wanderers |
| 15  | DEL  | Mitchell Duke      | 18 de enero de 1991 (34 años)      | 46   | 12    | Machida Zelvia           |
| 23  | DEL  | Craig Goodwin      | 16 de diciembre de 1991 (33 años)  | 31   | 7     | Al-Wehda                 |
|     | DEL  | Marco Tilio        | 23 de agosto de 2001 (23 años)     | 9    | 0     | Melbourne City           |

### Convocados recientemente
Los siguientes jugadores han sido convocados en los últimos 12 meses.
| No. | Pos. | Jugador            | Fecha de nacimiento (edad)         | Apa. | Goles | Club                   |
| --- | ---- | ------------------ | ---------------------------------- | ---- | ----- | ---------------------- |
|     | POR  | Andrew Redmayne    | 13 de enero de 1989 (36 años)      | 4    | 0     | Sydney FC              |
|     | POR  | Danny Vukovic      | 27 de marzo de 1985 (40 años)      | 4    | 0     | Central Coast Mariners |
|     | POR  | Mitchell Langerak  | 22 de agosto de 1988 (36 años)     | 8    | 0     | Nagoya Grampus         |
|     |      |                    |                                    |      |       |                        |
|     | DEF  | Aziz Behich        | 16 de diciembre de 1990 (34 años)  | 59   | 2     | Dundee United          |
|     | DEF  | Miloš Degenek      | 28 de abril de 1994 (31 años)      | 44   | 1     | Columbus Crew          |
|     | DEF  | Bailey Wright      | 1992 de julio del 28 (1996 años)   | 29   | 2     | Sunderland             |
|     | DEF  | Thomas Deng        | 20 de marzo de 1997 (28 años)      | 3    | 0     | Albirex Niigata        |
|     | DEF  | Fran Karačić       | 12 de mayo de 1996 (29 años)       | 13   | 1     | Brescia                |
|     | DEF  | Trent Sainsbury    | 5 de enero de 1992 (33 años)       | 61   | 4     | Al-Wakrah              |
|     | DEF  | Harrison Delbridge | 15 de marzo de 1992 (33 años)      | 1    | 0     | Incheon United         |
|     |      |                    |                                    |      |       |                        |
|     | MED  | Jackson Irvine     | 7 de marzo de 1993 (32 años)       | 55   | 8     | St. Pauli              |
|     | MED  | Aaron Mooy         | 15 de septiembre de 1990 (34 años) | 57   | 7     | Retirado               |
|     | MED  | Tyrese Francois    | 16 de julio de 2000 (25 años)      | 0    | 0     | Fulham                 |
|     |      |                    |                                    |      |       |                        |
|     | DEL  | Awer Mabil         | 15 de septiembre de 1995 (29 años) | 32   | 9     | Cádiz CF               |
|     | DEL  | Craig Goodwin      | 16 de diciembre de 1991 (33 años)  | 16   | 2     | Adelaide United        |
|     | DEL  | Marco Tilio        | 23 de agosto de 2001 (23 años)     | 7    | 0     | Celtic                 |
|     | DEL  | Garang Kuol        | 15 de septiembre de 2004 (20 años) | 5    | 1     | Newcastle United       |
|     | DEL  | Jason Cummings     | 1 de agosto de 1995 (29 años)      | 3    | 1     | Mohun Bagan            |
|     | DEL  | Nestory Irankunda  | 9 de febrero de 2006 (19 años)     | 0    | 0     | Adelaide United        |
|     | DEL  | Martin Boyle       | 25 de abril de 1993 (32 años)      | 19   | 5     | Hibernian              |
|     | DEL  | Adam Taggart       | 2 de junio de 1993 (32 años)       | 17   | 6     | Perth Glory            |

## Récords

### Más participaciones
Actualizado al 4 de diciembre de 2022

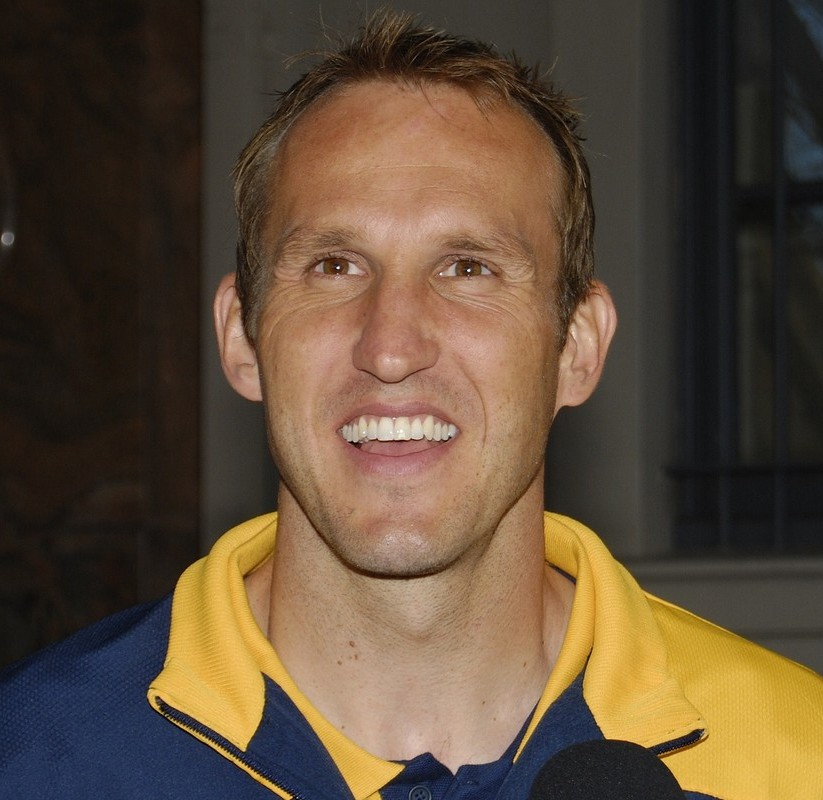
El guardameta Mark Schwarzer es el jugador con más apariciones en la historia de la selección australiana con ciento nueve partidos jugados.

| #  | Jugador        | Periodo       | Partidos | Goles |
| -- | -------------- | ------------- | -------- | ----- |
| 1  | Mark Schwarzer | 1993-2013     | 109      | 0     |
| 2  | Tim Cahill     | 2004-2018     | 108      | 50    |
| 3  | Lucas Neill    | 1996-2013     | 96       | 1     |
| 4  | Brett Emerton  | 1998-2012     | 95       | 20    |
| 5  | Alex Tobin     | 1988-1998     | 87       | 2     |
| 6  | Mark Bresciano | 2001-2015     | 84       | 13    |
| 6  | Paul Wade      | 1986-1996     | 84       | 10    |
| 8  | Mark Milligan  | 2006-2019     | 80       | 6     |
| 8  | Luke Wilkshire | 2004-2014     | 80       | 8     |
| 10 | Mile Jedinak   | 2008-2018     | 79       | 20    |
| 10 | Mathew Ryan    | 2012-presente | 79       | 0     |

### Máximos goleadores
Actualizado al 16 de noviembre de 2022

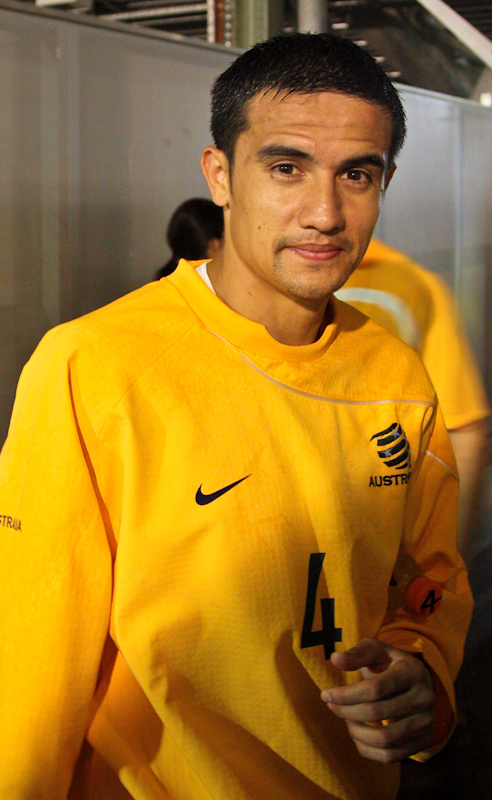
Tim Cahill es el máximo anotador con cincuenta goles.

| #  | Jugador         | Periodo   | Goles | PJ. | Promedio |
| -- | --------------- | --------- | ----- | --- | -------- |
| 1  | Tim Cahill      | 2004-2018 | 50    | 108 | 0.46     |
| 2  | Damian Mori     | 1992-2002 | 29    | 45  | 0.64     |
| 3  | Archie Thompson | 2001-2013 | 28    | 54  | 0.52     |
| 4  | John Aloisi     | 1997-2008 | 27    | 55  | 0.49     |
| 5  | Attila Abonyi   | 1967-1977 | 25    | 61  | 0.41     |
| 5  | John Kosmina    | 1977-1988 | 25    | 60  | 0.42     |
| 7  | Brett Emerton   | 1998-2012 | 20    | 95  | 0.21     |
| 7  | Mile Jedinak    | 2008-2018 | 20    | 79  | 0.25     |
| 7  | David Zdrilic   | 1997-2010 | 20    | 31  | 0.65     |
| 10 | Graham Arnold   | 1985-1997 | 19    | 56  | 0.34     |

## Entrenadores
El papel de entrenador de la selección nacional de fútbol de Australia se estableció por primera vez en 1965 con el nombramiento del técnico yugoslavo Tiko Jelisavčić. Antes de esto, la selección de Australia estuvo bajo la dirección de un comité de selección.
 Actualizado al 7 de mayo de 2025
| Entrenador                | Periodo   | PD | PG | PE | PP | Competiciones |
| ------------------------- | --------- | -- | -- | -- | -- | --- |
| Tiko Jelisavčić           | 1965      | 7  | 3  | 1  | 3  | |
| Jozef Vengloš             | 1967      | 3  | 0  | 0  | 3  | |
| Joe Vlatsis               | 1967–1969 | 23 | 13 | 7  | 3  | |
| Rale Rasic                | 1970–1974 | 34 | 16 | 10 | 8  | Copa Mundial 1974 – Fase de grupos |
| Tony Boggi (interino)     | 1975      | 1  | 1  | 0  | 0  | |
| Brian Green               | 1975–1976 | 8  | 2  | 3  | 3  | |
| Jim Shoulder              | 1976–1978 | 26 | 11 | 7  | 8  | |
| Rudi Gutendorf            | 1979–1981 | 18 | 3  | 7  | 8  | Copa de la OFC 1980 – Campeón |
| Les Scheinflug            | 1981–1983 | 12 | 8  | 1  | 3  | |
| Frank Arok                | 1983–1989 | 48 | 22 | 14 | 12 | Juegos Olímpicos Seúl 1988 – Cuartos de final |
| Les Scheinflug (interino) | 1983      | 4  | 3  | 0  | 1  | |
| Les Scheinflug (interino) | 1990      | 1  | 1  | 0  | 0  | |
| Eddie Thomson             | 1990–1996 | 52 | 21 | 11 | 20 | |
| Les Scheinflug (interino) | 1992      | 3  | 2  | 1  | 0  | |
| Vic Fernandez (interino)  | 1992      | 2  | 1  | 0  | 1  | |
| Les Scheinflug (interino) | 1994      | 1  | 1  | 0  | 0  | |
| Raúl Blanco (interino)    | 1996      | 2  | 2  | 0  | 0  | Copa de la OFC 1996 – Campeón |
| Terry Venables            | 1997–1998 | 23 | 15 | 3  | 5  | Copa Confederaciones 1997 – Subcampeón |
| Raúl Blanco               | 1998      | 5  | 3  | 1  | 1  | Copa de la OFC 1998 – Subcampeón |
| Frank Farina              | 2000–2005 | 58 | 34 | 9  | 15 | Copa de la OFC 2000 – Campeón Copa Confederaciones 2001 – Tercer lugar Copa de la OFC 2002 – Subcampeón Copa de la OFC 2004 – Campeón Copa Confederaciones 2005 – Fase de grupos |
| Guus Hiddink              | 2005–2006 | 13 | 8  | 2  | 3  | Copa Mundial 2006 – Octavos de final |
| Graham Arnold             | 2006–2007 | 14 | 5  | 4  | 5  | Copa Asiática 2007 – Cuartos de final |
| Rob Baan (interino)       | 2007      | 1  | 1  | 0  | 0  | |
| Pim Verbeek               | 2008–2010 | 33 | 18 | 9  | 6  | Copa Mundial 2010 – Fase de grupos |
| Han Berger (interino)     | 2010      | 1  | 0  | 0  | 1  | |
| Holger Osieck             | 2010–2013 | 44 | 23 | 10 | 11 | Copa Asiática 2011 – Subcampeón |
| Aurelio Vidmar (interino) | 2013      | 1  | 1  | 0  | 0  | |
| Ange Postecoglou          | 2013–2017 | 49 | 22 | 12 | 15 | Copa Mundial 2014 – Fase de grupos Copa Asiática 2015 – Campeón Copa Confederaciones 2017 – Fase de grupos                                                                       |
| Bert van Marwijk          | 2018      | 7  | 2  | 2  | 3  | Copa Mundial 2018 – Fase de grupos |
| Graham Arnold             | 2018–2024 | 57 | 37 | 7  | 13 | Copa Asiática 2019 – Cuartos de final Copa Mundial 2022 – Octavos de final Copa Asiática 2024 – Cuartos de final                                                                 |
| Tony Popovic              | 2024–     | 6  | 3  | 3  | 0  | |

## Cuerpo técnico
Actualizado a septiembre de 2024
| Posición               | Nombre           |
| ---------------------- | ---------------- |
| Entrenador             | Tony Popovic     |
| Entrenador ayudante 1  | Hayden Foxe      |
| Entrenador ayudante 2  | Paul Okon        |
| Preparador de arqueros | Frank Juric      |
| Analista técnico       | Michael Mantikos |
| Jefe de Deportes       | Gary Moretti     |

## Palmarés

### Selección absoluta
Global
- Copa FIFA Confederaciones
  -  Subcampeón (1): 1997
  -  Tercer lugar: 2001

Continental
- Copa Asiática
  -  Campeón (1): 2015
  -  Subcampeón (1): 2011

- Copa de las Naciones de la OFC
  -  Campeón (4): 1980, 1996, 2000 y 2004.
  -  Subcampeón (2): 1998 y 2002.

Intercontinental
- Copa Desafío AFC/OFC
  -  Subcampeón (1): 2001.

Amistosos
- Copa Trans-Tasman
  - Campeón (4): 1986, 1988, 1991 y 1995.
  - Subcampeón (2): 1983 y 1987.

### Selecciones juveniles
- Campeonato Sub-20 de la OFC (12): 1978, 1982, 1985, 1986, 1988, 1990, 1994, 1997, 1998, 2001, 2002 y 2005.
  - Subcampeón del Campeonato Sub-20 de la OFC (1): 1980.
- Cuarto Lugar en la Copa Mundial de Fútbol Sub-20 (2): 1991 y 1993.
- Subcampeón del Campeonato Sub-19 de la AFC (1): 2010.
  - Tercer lugar del Campeonato Sub-19 de la AFC (2): 2008 (compartido con Corea del Sur) y 2012 (compartido con Uzbekistán).

- Campeonato Sub-17 de la OFC (10): 1983, 1986, 1989, 1991, 1993, 1995, 1999, 2001, 2003 y 2005.
  - Subcampeón en la Campeonato Sub-17 de la OFC (1): 1997.
- Subcampeón en la Copa Mundial de Fútbol Sub-17 (1): 1999.
- Tercer lugar del Campeonato Sub-16 de la AFC (3): 2010 (compartido con Japón), 2014 (compartido con Siria) y 2018 (compartido con Corea del Sur).